# Антоново (Островський район)
Антоново (рос. Антоново) — присілок в Островському районі Костромської області Російської Федерації.
Населення становить 14 осіб. Входить до складу муніципального утворення Адищевське сільське поселення.

## Історія
Від 1944 року населений пункт належить до Костромської області.
Від 2007 року входить до складу муніципального утворення Адищевське сільське поселення.

## Населення
| 2008 | 2010 | 2014 |
| ---- | ---- | ---- |
| 10   | ↗18  | ↘14  |